# Guardamotor
Un guardamotor es un interruptor termomagnético, especialmente diseñado para la protección de motores eléctricos. Este diseño especial proporciona al dispositivo una curva de disparo que lo hace más robusto frente a las sobreintensidades transitorias típicas de los arranques de los motores. El disparo magnético es equivalente al de otros interruptores automáticos pero el disparo térmico se produce con una intensidad y tiempo mayores. Su curva característica se denomina D o K.
Las características principales de los guardamotores, al igual que de otros interruptores automáticos termomagnéticos, son la capacidad de ruptura, la intensidad nominal o calibre y la curva de disparo. Proporciona protección frente a sobrecargas del motor y cortocircuitos, así como, en algunos casos, frente a falta de fase.
Pero contrariamente a lo que ocurre con los pequeños interruptores automáticos termomagnéticos, los guardamotores son regulables; resultado de lo cual se dispone en una sola unidad de las funciones que de otra manera exigirían por ejemplo la instalación de al menos tres unidades a saber: interruptor, contactor y relé térmico.